# Anigros
L’Anigros (grec ancien : Ἄνιγρος) était une petite rivière antique de Triphylie (la partie sur de l'Élide, à l'ouest du Péloponnèse) réputée dans l'Antiquité pour ses eaux nauséabondes.

## Localisation
L'Anigros coulait parallèlement à l'Alphée et à la Néda, à mi-distance entre ces deux fleuves. Elle prenait sa source sur les pentes du mont Lapithas en Arcadie et se perdait dans des marécages près de l'ancien village de Samicum (actuel Káto Samikó) avant de se jeter dans le golfe de Kyparissia.
Certains l'associent à la rivière qu'Homère mentionne brièvement dans l'Iliade sous le nom de Minyeius (Μινυήϊος). On ne l'identifie formellement à aucun des cours d'eau actuels, même si le Mavropotamos (grec moderne : Μαυροπόταμος , « rivière noire ») ou le Geranio (Eράνιο) sont parfois cités.
Un de ses affluents antiques serait l’Acidas.

## Des eaux nauséabondes
Ses eaux avaient la réputation de dégager une odeur pestilentielle,, et n'étaient pas buvables. Les rares poissons qui y survivaient n'étaient pas comestibles. Ces légendes s'apparentent à celles qui entourent le Styx et les autres fleuves mythologiques grecs qui conduisent aux Enfers. On y voyait la conséquence du fait que les Centaures (Chiron ou Pulénor) y auraient lavé les plaies que leur aurait causées Héraclès avec ses flèches empoisonnées dans le sang de l'Hydre de Lerne,. Explication mythologique alternative, le devin Mélampous y aurait jeté les remèdes utilisés pour soigner les filles de Proétos, frappées de folie dyonisiaque — ou, indice des vertus médicinales reconnues plus tard à ses eaux, en aurait baigné les Proétides pour les guérir,.

## Des vertus curatives
Des grottes près de Samicum étaient consacrées aux nymphes Anigrides (Ἀνιγρίδες or Ἀνιγριάδες) ; on venait y soigner des affections dermatologiques. Pausanias explique que les malades frottaient de ses eaux les parties atteintes de leur corps, puis traversait le fleuve à la nage, y « laissant la maladie dans l'eau », pour en sortir guéris et la peau parfaitement saine. Un Anglais qui les visite en 1835 y voit de l'eau sourdre de la paroi qu'elle couvre de soufre jaune pur.
De nos jours, les sources thermales de Kaiafas dans le voisinage en sont les probables héritières. Cette formation géologique se compose de deux sources dans une cavité naturelle au pied du mont Lapithas. Une eau à 32 à 34 °C, riche en composés sulfurés (en particulier sulfate de magnésium et sulfate de calcium) en jaillit,.